# 秋期限定栗きんとん事件
『秋期限定栗きんとん事件』（しゅうきげんていくりきんとんじけん）は2009年に創元推理文庫から刊行された米澤穂信の推理小説。〈小市民〉シリーズの第3弾。

## 概要
これまで連作短編形式だった前2作と異なり、上下巻で構成されたシリーズ初の長編となる。時系列は前作『夏期限定トロピカルパフェ事件』の直後となり、主人公の常悟朗・小佐内の高校2年の2学期からの1年間が描かれ、彼らの抱える奇妙な屈託に決着がつく。また、本作ではシリーズ通じて語り手だった常悟朗以外にも、本作で登場する小佐内の彼氏・瓜野高彦も語り手を担い、常悟朗と瓜野の2人による一人称視点で本作は展開される。
刊行当初の仮題は『秋期限定マロングラッセ事件』だったが、正式タイトルを決める際にマロングラッセの甘いものとして魅力的かを争点に、魅力的なタイトルは何かと話し合いが行われたという。ただし、栗きんとんやマロングラッセは作中では一種の比喩として登場している。また本作で登場する瓜野は、物語の構成にも必要だっただけでなく小佐内の心情をブラックボックスにするというシリーズの性質上から小佐内サイドの視点人物として用意されている。またwebサイト「Book Japan」内における著者と書評家の杉江松恋とのインタビューで、本作はアントニイ・バークリーが創造した探偵であるロジャー・シェリンガムが登場する初期作品の要素を取り入れたことが明かされている。
このミステリーがすごい! 2010年版では10位を、2010本格ミステリ・ベスト10では11位を記録する。

## あらすじ
小佐内が誘拐された「夏期限定トロピカルパフェ事件」をきっかけに、常悟朗と小佐内は互恵関係を解消した。その後の2学期、常悟朗はクラスメイトの仲丸に放課後の教室で告白され、彼女と交際を開始する。「バス内で降車ボタンを押し間違え、次の目的地に降りるのは老婆か女子高生か？」や「仲丸の兄の住む部屋に侵入しながら何も盗まなかった泥棒の目的」など、仲丸と過ごす中で浮かぶ謎に頭を働かせつつも、仲丸とのデートを楽しんでいく。
新聞部所属の1年生・瓜野高彦は、新聞部が発行する『月報船戸』が学内の決まった話題しか取り上げないことに不満を抱き、学外の話題を取り上げるべきと訴えていたが、部長の健吾に反対され続けていた。そんな中、瓜野は新聞部に出入りしていた小佐内に惹かれ、告白し小佐内と付き合うことになる。そしてコラムという形で学外の話題を書ける機会が回り、瓜野はクラスメイトの氷谷優人に教えてもらった市内で断続的に発生している連続放火事件の追跡に着手する。そして、放火犯の犯行の法則を見つけた瓜野は『月報船戸』に次なる犯行現場予測を記載し、その予想を的中させていく。やがて生活指導部や新聞部内など周りに反発する声が無くなってきた瓜野は、自分達の手で連続放火犯を捕まえようとする野心に傾倒するようになる。一方、連続放火事件に対して野次馬的興味しか抱いていなかった常悟朗だったが、小佐内の誘拐に使われた車が連続放火事件のターゲットとして燃やされたことから、事件と新聞部内の動きに小佐内の影を感じとり、自ら事件に首を突っ込んでいく。

### 結末
1学期となり引退した健吾に代わって部長になった瓜野は、小佐内のそれとない制止を聞かず、五日市や新入部員を率いて放火犯逮捕に向けて、夜中に巡回を開始するものの放火犯の尻尾を掴めずにいた。常悟朗は健吾と共に連続放火事件を解決するため、小佐内と新聞部の動きについて調べる。その際に小佐内と瓜野の関係を教えてくれた吉口から、仲丸が二股を掛けていて大学生の本命がいることを知らされる。浮気疑惑を含め、恋人のことに露ほどにも関心を寄せない常悟朗の性分を悟った仲丸に別れを切り出され、破局する。
そして台風により犯行が行われなかった6月、再び犯行が行われた7月を経て、常悟朗と健吾、瓜野は事件を終わらせるべく8月を迎える。常悟朗は一番に出くわした放火現場で小佐内と再会する。その後、小佐内の元にやってきた瓜野は、自分を止めようとする小佐内の不審な言動から、小佐内を放火犯だと糾弾するが、逆に小佐内が放火犯ではないことを小佐内自身により証明され、項垂れながらその場を去る。小佐内と瓜野のやり取りが終わった後、健吾から犯人を捕まえたと連絡を受けた常悟朗は小佐内に事件の真相を語る。
初めに小佐内誘拐事件に使われた車が狙われたのは単なる偶然だったということ、瓜野が発見した放火犯の法則が、4件の犯行の時点では関連付けられていなかった現場に瓜野が共通点を見出しただけに過ぎなかったこと、以降の犯行が『月報船戸』のコラムの犯行予測に基づいて行われているということだった。そこで常悟朗は内部協力者として五日市と組み、部長になって部の仕事がおろそかになった瓜野の隙を狙い、犯行時点で船戸高生ではない1年を除く2年生以上のクラスごとに、放火予測に細かい場所指定をした新聞を何通りか作り、瓜野の仮説を直接知る機会のある人物を炙り出していった。そうして捕まった犯人は氷谷だった。そして小佐内のこれまでの暗躍は、本気で瓜野のためにしたものであったことも明らかとなる。
恋愛の中で図らずも自分の本性を覗かせても手応えを感じなかった常悟朗と小佐内は、「必要なのは「小市民」の御旗ではなく自分を理解してくれる誰か」だという結論に行き着き、再び一緒にいることを決めるのだった。事件後の9月、五日市が書いた『月報船戸』のコラムには「むしゃくしゃしてやった、（火をつける度に）友達が大騒ぎするのが面白かった」という氷谷の犯行動機を取り上げ、暗に騒いだ友達の瓜野を非難する内容が描かれていた。小佐内に振られる形となった瓜野は友人に馬鹿にされ、前まで部下同然だった部内の同級生に皮肉を言われる結果となった。和風喫茶〈桜庵〉で小佐内に誘われ栗きんとんを食べに行った常悟朗は、小佐内に自分が犯人だと疑われるような行動したのは瓜野に自身を犯人だと告発するための復讐だったと指摘する。小佐内が瓜野に復讐しようと決心した理由は、彼女が瓜野に忠告した際に、瓜野が「勝手にキスしようとした」からだった。

## 登場人物
「声」はテレビアニメ版『小市民シリーズ』での担当声優。
小鳩 常悟朗
声 - 梅田修一朗
船戸高校2年生→3年生。問題事に首を突っ込み推理したがる性分で痛い目に遭った経験から小市民であろうと心掛けている。仲丸と交際することになるが、彼女といる間中についつい推理をしてしまう。
瓜野 高彦（）
声 - 上西哲平
船戸高校1年生→2年生。新聞部所属。船戸高校に自らが行ってきたことの痕跡を残したいと意欲に燃える野心家。反面、身の丈に合わない自信に溢れ、プライドが高い一面があり、他人のことは顧みないところがある。
小佐内 ゆき
声 - 羊宮妃那
船戸高校2年生→3年生。復讐を好む本性を持ちながらも常悟朗と互恵関係を結び小市民を目指していたが、夏の事件を機にコンビを解消する。新聞部内の動向に絡んだり、放火事件と共通項があったりと動向に謎を孕んでいる。
堂島 健吾
声 - 古川慎
船戸高校2年生→3年生。新聞部部長。親しいほどではないが常悟朗とは小学校時代の旧知の仲で、彼の小市民を目指すスタンスには否定的だが、時折彼の危機に駆けつけてくれる。生徒指導部の新田の意見を躱すために瓜野に「タネ明かし」をするように指示したが、模倣犯の出現まで予測できなかったことに力不足を感じ、受験の時期も近いことから部長の座を瓜野に譲り、退部した。
仲丸 十希子（）
声 - 宮本侑芽
船戸高校2年生→3年生。ただ冷めたようでもなく人を寄せ付けないわけでもない、曰く「ヘンな顔」をしている常悟朗が気になり、交際を申し込んだ。やや軟派な風貌とは裏腹に明るく気立ての良い女性。常悟朗を「ジョー」と呼びたがり、拒否されたため「小鳩ちゃん」と呼んでいる。横浜でバイトをしながら大学に通う、メタル好きの兄がいる。
氷谷 優人（）
声 - 山下誠一郎
船戸高校1年生→2年生。瓜野の親友で、中学時代の塾仲間。瓜野をからかいながらも力になってくれる良き理解者で、記事のネタ探しに困った瓜野に連続放火事件を紹介し、以降も協力する。中性的な容姿で、おどけた調子ながらも笑みを絶やさない。成績優秀で頭も切れるが、徒労に終わることには手を出さない割り切った所がある。
五日市 公也（）
声 - 大鈴功起
船戸高校1年生→2年生、新聞部。活動は真面目にこなすが、小心者で自分の意見を強く言えない性格。チャリティーバザー参加を呼び掛けたいと彼の意見がきっかけで、『月報船戸』」に学校外のことを書けるコラムが設けられた。
門地 譲治（）
声 - 新祐樹
船戸高校2年生→3年生、新聞部。健吾や1年達と親しくはなく、卑屈で伏し目がちな様子でいつも新書系の本を読んでいる。典型的な守旧派で、健吾の意見には異を唱えないが、目新しい意見にはしばし水を差す。小佐内とは同じクラス。
岸 完太（）
船戸高校1年生→2年生、新聞部。部活に熱心ではなく、自分の身なりや携帯を気にする。2年進級時に退部する。
里村（）
声 - 永瀬アンナ
船戸高校1年生→2年生、園芸部。ややきつめだが、話せばさっくばらんに接してくれる女子。園芸部で借りているビニールハウスで刈った草が最初に連続放火事件で狙われており、前後にビニールハウスの持ち主から頼まれ撤去したJAの看板が燃やされたと抗議があったために生徒指導部に叱られる災難に遭う。その後、瓜野が『月報船戸』で放火事件現場を的中させていることに気付いた。
吉口 （）
声 - 島袋美由利
健吾と同じクラスの女子。1年の1学期にポシェットを盗まれ、その事件を常悟朗に解決してもらった（『春期限定いちごタルト事件』より）。校内の男女関係に敏い噂好きで、常悟朗に小佐内と瓜野が付き合っていることを伝える。
新田 義彦（）
声 - 中村源太
船戸高校生徒指導部教師。連続放火事件の予測を書き続ける瓜野を健吾と呼び出し詰問する。私生活で離婚しているため神経を尖らせている。